# 10,000 Days
10,000 Days är det fjärde fullängdsalbumet av det amerikanska rock-bandet Tool, utgivet den 2 maj 2006 av skivbolagen Tool Disectional och Volcano Entertainment. Fram till år 2008 hade albumet sålts i 2,5 miljoner exemplar världen över. 

## Låtlista
Alla låtar skrivna av Carey, Chancellor, Keenan och Jones.
| Nr           | Titel                        | Längd |
| ------------ | ---------------------------- | ----- |
| 1.           | "Vicarious"                  | 7:07  |
| 2.           | "Jambi"                      | 7:27  |
| 3.           | "Wings for Marie (Pt. 1)"    | 6:11  |
| 4.           | "10,000 Days (Wings, Pt. 2)" | 11:13 |
| 5.           | "The Pot"                    | 6:21  |
| 6.           | "Lipan Conjuring"            | 1:11  |
| 7.           | "Lost Keys (Blame Hofmann)"  | 3:46  |
| 8.           | "Rosetta Stoned"             | 11:11 |
| 9.           | "Intension"                  | 7:21  |
| 10.          | "Right in Two"               | 8:55  |
| 11.          | "Viginti Tres"               | 5:02  |
| Total längd: | Total längd:                 | 75:50 |

## Medverkande
Musiker (Tool-medlemmar)
- Maynard James Keenan – sång
- Adam Jones – gitarr, sitar
- Justin Chancellor – basgitarr
- Danny Carey – trummor, tabla, percussion

Bidragande musiker
- Bill McConnell – sång (på "Lipan Conjuring")
- Pete Riedling – röst ("Doctor Watson" på "Lost Keys (Blame Hofmann)")
- Camella Grace – röst ("sjuksköterska" på "Lost Keys (Blame Hofmann)")

Produktion
- Tool – producent
- Joe Barresi – ljudtekniker, ljudmix
- Lustmord (Brian Williams) – ljudeffekter
- Bob Ludwig – mastering
- Adam Jones – omslagsdesign
- Alex Grey – omslagskonst